# Tony Atlas
Anthony White (Roanoke (Virginia), 23 april 1954), beter bekend als Tony Atlas, is een Amerikaans bodybuilder, powerlifter en professioneel worstelaar die vooral bekend was van zijn tijd bij World Wrestling Fedration/Entertainment.

## In worstelen
- Finishers
  - Military press slam

- Signature moves
  - Samoan drop

- Managers
  - Cactus Jack
  - Tony Rumble
  - Dawn Marie Psaltis

- Worstelaars managed
  - Mark Henry

- Bijnamen
  - The Black Superman
  - Mr. USA

## Prestaties
- Americas Wrestling Federation
  - AWF North American Heavyweight Championship (1 keer)

- Century Wrestling Alliance
  - CWA Heavyweight Championship (1 keer)

- Georgia Championship Wrestling
  - NWA Georgia Heavyweight Championship (1 keer)
  - NWA Georgia Tag Team Championship (4 keer: met Tommy Rich (1x), Mr. Wrestling II (1x), Thunderbolt Patterson (1x) en Kevin Sullivan (1x))

- International World Class Championship Wrestling
  - IWCCW Heavyweight Championship (2 keer)

- International Wrestling (Quebec)
  - NWA Texas Brass Knuckles Championship (1 keer)

- Mid-Atlantic Championship Wrestling
  - NWA Mid-Atlantic Heavyweight Championship (1 keer)

- NWA Tri-State
  - NWA West Virginia/Ohio Heavyweight Championship (1 keer)

- Southwest Championship Wrestling
  - SCW Southwest Brass Knuckles Championship (1 keer)

- Universal Superstars of America
  - USA Tag Team Championship (1 keer: met S.D. Jones)

- World Class Wrestling Association
  - WCWA Television Championship (1 keer)
  - WCWA Texas Tag Team Championship (1 keer met Skip Young)

- World Wrestling Council
  - WWC North American Tag Team Championship (1 keer: met Miguel Pérez Jr.)

- World Wrestling Federation/ World Wrestling Entertainment
  - WWF Tag Team Championship (1 keer met Rocky Johnson)
  - WWE Hall of Fame (Class of 2006)